# Małgorzata Barlak-Kamasińska
Małgorzata Barlak-Kamasińska (ur. 7 lipca 1952 w Katowicach) – instruktorka gimnastyki, olimpijka z Monachium 1972.
Na igrzyskach olimpijskich w Monachium zajęła 64. miejsce w czwórboju indywidualnym oraz 10. miejsce w czwórboju drużynowym. Dziewięciokrotna reprezentantka Polski (1967-1972).